# UFC Fight Night: Henderson vs. Masvidal
UFC Fight Night: Henderson vs. Masvidal è stato un evento di arti marziali miste tenuto dalla Ultimate Fighting Championship svolto il 28 novembre 2015 all'Olympic Gymnastics Arena di Seul, Corea del Sud.

## Retroscena
Questo è stato il primo evento organizzato dalla UFC in Corea del Sud.
L'incontro dei pesi welter tra l'ex campione dei pesi leggeri UFC e WEC Benson Henderson e Thiago Alves, doveva essere il main event della card. Tuttavia il 14 novembre, Alves venne rimosso dall'incontro a causa della rottura di una costola e rimpiazzato da Jorge Masvidal, che inizialmente doveva vedersela con Dong Hyun Kim. Quest'ultimo affrontò invece Dominic Waters.
Il match tra Doo Ho Choi e Sam Sicilia venne inizialmente organizzato per gli eventi UFC 173 e UFC Fight Night: Mir vs. Duffee. Tuttavia, Choi venne rimosso dall'incontro entrambe le volte a causa di un infortunio. Il match venne quindi posticipato per questo evento.
Nella categoria dei pesi massimi il campione Pride Open-Weight Grand Prix del 2006 e il campione K-1 World Grand Prix del 2012 Mirko Filipović doveva affrontare Anthony Hamilton nel co-main event della card. Tuttavia, il 10 novembre, Filipovic annunciò il suo ritiro a causa di un infortunio alla spalla e anche a causa di vari infortuni subiti in precedenza. Il giorno dopo, la UFC annunciò che lo stesso Filipovic aveva fallito un test anti-droga. Alcuni giorni dopo lo stesso Filipovic dichiarò di aver utilizzato degli ormoni per agevolare il recupera dall'infortunio. Anthony Hamilton, invece, venne rimosso dalla card.
Hyun Gyu Lim doveva affrontare Dominique Steele. Tuttavia, Lim venne tolto dalla card il 20 novembre e sostituito dal nuovo arrivato Dong Hyun Kim.

## Risultati
|                                   | Divisione                        |                                  |                                  |                                  | Metodo                                      | Round                            | Tempo                            | Premio                           |
| Card Principale (UFC Fight Pass)  | Card Principale (UFC Fight Pass) | Card Principale (UFC Fight Pass) | Card Principale (UFC Fight Pass) | Card Principale (UFC Fight Pass) | Card Principale (UFC Fight Pass)            | Card Principale (UFC Fight Pass) | Card Principale (UFC Fight Pass) | Card Principale (UFC Fight Pass) |
| --------------------------------- | -------------------------------- | -------------------------------- | -------------------------------- | -------------------------------- | ------------------------------------------- | -------------------------------- | -------------------------------- | -------------------------------- |
|                                   | Pesi Welter                      | Benson Henderson                 | batte                            | Jorge Masvidal                   | Decisione non unanime (47-48, 48-47, 49-46) | 5                                | 5:00                             |                                  |
|                                   | Pesi Welter                      | Kim Dong-Hyun                    | batte                            | Dominic Waters                   | KO Tecnico (pugni)                          | 1                                | 3:11                             |                                  |
|                                   | Pesi Welter                      | Alberto Mina                     | batte                            | Yoshihiro Akiyama                | Decisione non unanime (28-29, 29-28, 29-28) | 3                                | 5:00                             |                                  |
|                                   | Pesi Piuma                       | Doo Ho Choi                      | batte                            | Sam Sicilia                      | KO (pugni)                                  | 1                                | 1:33                             | POTN                             |
| Card Preliminare (UFC Fight Pass) |                                  |                                  |                                  |                                  |                                             |                                  |                                  |                                  |
|                                   | Pesi Medi                        | Dongi Yang                       | batte                            | Jake Collier                     | KO Tecnico (pugni)                          | 2                                | 1:50                             |                                  |
|                                   | Pesi Piuma                       | Mike De La Torre                 | batte                            | Yui Chul Nam                     | Decisione non unanime (29-28, 28-29, 29-28) | 3                                | 5:00                             |                                  |
|                                   | Pesi Leggeri                     | Tae Hyun Bang                    | batte                            | Leo Kuntz                        | Decisione non unanime (28-29, 29-28, 29-28) | 3                                | 5:00                             |                                  |
|                                   | Pesi Paglia (F)                  | Seo Hee Ham                      | batte                            | Cortney Casey                    | Decisione unanime (29-28, 29-28, 29-28)     | 3                                | 5:00                             | FOTN                             |
|                                   | Pesi Mosca                       | Fredy Serrano                    | batte                            | Yao Zhikui                       | KO Tecnico (infortunio al braccio)          | 1                                | 0:44                             |                                  |
|                                   | Pesi Gallo                       | Marco Beltran                    | batte                            | Ning Guangyou                    | Decisione non unanime (29-28, 28-29, 29-28) | 3                                | 5:00                             |                                  |
|                                   | Pesi Welter                      | Dominique Steele                 | batte                            | Kim Dong-Hyun                    | KO (slam e gomitate)                        | 3                                | 0:27                             | POTN                             |

## Premi
I lottatori premiati ricevettero un bonus di 50.000 dollari.
Legenda:
- FOTN: Fight of the Night (vengono premiati entrambi gli atleti per il miglior incontro dell'evento)
- POTN: Performance of the Night (viene premiato il vincitore per la migliore performance dell'evento)

## Incontri Annullati
|  | Divisione    |                  |        |                  | Motivo                                |
|  | ------------ | ---------------- | ------ | ---------------- | ------------------------------------- |
|  | Pesi Welter  | Benson Henderson | contro | Thiago Alves     | Alves subì un infortunio              |
|  | Pesi Welter  | Jorge Masvidal   | contro | Kim Dong-Hyun    | Masvidal venne spostato al main event |
|  | Pesi Massimi | Mirko Filipović  | contro | Anthony Hamilton | Filipovic annunciò il suo ritiro      |
|  | Pesi Welter  | Hyun Gyu Lim     | contro | Dominique Steele | Lim venne rimosso dalla card          |